# B.l.u.e. Legend of water
『b.l.u.e. Legend of water』（ブルー レジェンド オブ ウォーター）は、1998年7月9日にハドソンより発売されたPlayStation用の海洋アドベンチャーゲーム。

## 概要
遺跡に仕掛けられた罠や仕掛けを解き、ストーリーを進めていく。遺跡内の罠や仕掛けはパズル要素が強いものがほとんどで、AIシステム(後述)等を駆使して解いていくことになる。オプションキャラは危険を察知した時や、感情の変化などプレイヤーに伝えたいことを表情としぐさで表現する。ストーリーは5章構成。またエンディングはマルチエンディングとなっている。各章のイベントやクルーとの会話をどれだけ消化したかによってエンディングが変化していく。

## ストーリー
主人公｢マイア｣は、彼女の父親｢ハルベルト｣が働いている海洋調査基地｢ノーザンクロス｣にヘリコプターで向かっていた。その基地ではムー大陸の遺跡の発掘を行っていて、彼女はその発掘現場を見学するために向かっているのだった。
彼女には以前から、｢自分を呼び続ける声｣という不思議な夢をみることがあり、その声は遺跡が発見されてからより強いものになっていた。
ノーザンクロスに到着し、ハルベルトと簡単な挨拶を済ませた後、彼女は早速ダイビングデッキへと向かった。彼女にとってかけがえのないパートナー｢ルカ｣が待っているためである。
久しぶりにルカと泳ぐマイア。このときまだ彼女は、この探検で自分の秘密が明らかになることなど知る由もなかった。

## 登場人物
マイア
声 - 宮村優子
本作の主人公。好奇心が強く、また元気もある17歳の女性。夏休みを利用してノーザンクロスへとやってきた。肺活量に関しては常人以上のものがあり、普通の人が酸素ボンベを背負わなければ行けないようなところを素潜りで、しかも数分間は継続して潜っていられるほど。
今回の探検で自分の過去、ひいては自分に課せられた運命に向き合うことになる。
ルカ
マイアのパートナーのイルカ。様々な場面でマイアの手助けをする。パートナーであると同時に大切な親友でもある。
ミュー
遺跡から持ち帰ってきた卵から産まれた水竜。あるイベントからマイアの新しいパートナーを務める。
インプリンティングによってマイアのことを親と思っている。
ハルベルト
声 - 小川真司
遺跡発掘チームのリーダー。マイアの父親であり、また海洋考古学者でもある。45歳。とある悲しい出来事を経験している。
青龍
声 - 大場真人
遺跡発掘チームのクルーの一人。地質天文学者。
そっけない態度がやや目立つが、マイアが一人で遺跡に向かったことを知って血相を変えて飛び出すなど、クルーの中では誰よりもマイアのことを心配している。太極拳が日課。
その正体は新国際連合から送り込まれた特務調査官。イリア共和国大統領選挙立候補者の一人であるルオーネの動向を探るため、ルオーネとつながりのあるパスガノンを監視していた。
ダーク
声 - 城山堅
遺跡発掘チームのクルーの一人。ノーザンクロスを設計した工学博士。パスワードロック式のケースを一日で開けることができるなど、機械類に精通している。
グレイブ
遺跡発掘チームのクルーの一人. 古生物学者。巨大な岩に挟まれて身動きが取れなくなり、マイアとルカに助けられたことから知り合いになる。
「がはは」とよく大笑いをする。
小太刀(こだち)
遺跡発掘チームのクルーの一人で、医療担当。ダークが酒を飲むことを｢体に悪い｣という理由で禁止している。
パスガノン
遺跡発掘チームのクルーの一人。生物学者でもある。ハルベルトとは昔ながらの知り合い。
その正体はIRFの特務工作員。本作の最後のステージとなる異星人の船をIRFに渡すために活動していた。
クリス
新国際連合の女性の教授。言語学者。遺跡調査で発見された文字の解読のためにノーザンクロスへとやってきた。
ハルベルトやグレイブ曰く「数百年に一人の天才」といわれるほどの逸材。苦手としているものは爬虫類。

## システム
肺活量メーター
水中で行動できる限界がわかる空気量のメーター。
時間経過および敵の攻撃や罠によるダメージで減少していき、完全になくなるとゲームオーバーになる。
海面や AIR で補給することができる．
AI
自分の近くにいるパートナーに指示をすることができるシステム。以下の4種類がある。
- 探索モード

重要物の探索、および発見を行うモード。重要物を発見すると、パートナーは鳴いてマイアに知らせる。たとえば地図やスイッチなどを発見すると鳴く．
- 協力モード

パートナーと力を合わせてイベントを解くモード。一人では動かせないほど重いものも、このモードでパートナーと協力すれば動かすことができる。岩などを押しのけることができる．
- 待機モード

指示をしたその場でパートナーを待機させるモード。物体がいる間だけ仕掛けを動かす光の柱などで使う．
- 誘導モード

敵や主人公などを誘導することができるモード。マンボウや人間を誘導し追いやるのに使う．

## エリア
- ノーザンクロス

全章で利用可能。いわゆる基地であり、近海や遺跡等を探索する際の拠点となる。外からはメニューの「BASE」を選ぶことでここへ早く戻れる。逆にノーザンクロスから遺跡等へ移動するには通常は海を泳いでいく必要があるが、2周目以降は海に出るときに地図が現れ指定した場所（ただし既訪の場所に限る）に瞬時に移動できる。
登場人物との会話の多くはここで行われ、サポート系アイテムを中心にアイテムが手に入る。
- 海

5章以外で通行する地形。ノーザンクロス、遺跡、沈没船の行き来に使う。5章では潜水艇で神殿に行くため海へは出ることができない。
- 遺跡

1,2,3章で訪れる場所。仕掛けが多く、先に進むのは容易ではない。章によって攻略する部分が異なり、1章では入口付近、2章では奥、3章では上層を調査する
- 沈没船

2,4章で訪れる場所。2度ともパスガノンが絡む。最初はパスガノンに調査を頼まれ、2度目は彼とともに沈没船に行った青龍が戻らないことを理由に出向く。
- 神殿

5章で訪れる場所。
- 天翔ける翼

5章で訪れる場所であり、このゲームで最後に探索する場所。空気が存在し、これまでのように空気だまりでエアを補給する必要はなくなるが、セーブは行えなくなる。

## 他機種版
| No. | 発売日         | 対応機種                                                                   | タイトル                 | 開発元   | 発売元   | メディア     | 型式 | 売上本数 | 備考 |
| --- | -------------- | -------------------------------------------------------------------------- | ------------------------ | -------- | -------- | ------------ | ---- | -------- | ---- |
| 1   | - 2008年7月9日 | PlayStation Portable PlayStation 3 PlayStation Vita （ゲームアーカイブス） | b.l.u.e. Legend of water | ハドソン | ハドソン | ダウンロード | -    | -        | -    |

## 関連書籍
- b.l.u.e. Legend of water オフィシャル攻略ナビゲーションブック
  - 1998年、ソニー・マガジンズ発行、ISBN 4-7897-9157-2